# Kisapáti
Kisapáti è un comune dell'Ungheria di 379 abitanti (dati 2001). È situato nella contea di Veszprém.